# Honor Frost
Honor Frost (Nicosia, Cyprus, 28 oktober 1917 – 12 september 2010) was een pionier in de onderwaterarcheologie. Ze leidde meerdere archeologische opgravingen in de Middellandse Zee (met name in Libanon). Frost stond bekend vanwege haar typologie van stenen ankers en haar talent voor onderwater-illustratie.

## Jeugd
Frost werd als enig kind geboren in Nicosia (Cyprus). Ze werd op jonge leeftijd wees; de Londense advocaat en kunstverzamelaar Wilfred Evill werd haar wettelijke voogd.
Frost ging naar de kunstacademie, hield zich bezig met het ontwerpen van balletdecors en werkte bij het Tate Britain. Naast deze creatieve bezigheden was Frost ook een ondernemend persoon. Ze kwam eens in een duikuitrusting uit de Tweede Wereldoorlog naar een verjaardagsfeest van een vriend zodat ze in de zeventiende-eeuwse  bron in de achtertuin kon gaan duiken. Frost was gek op duiken; zo zei ze eens dat "iedere minuut uit het water zonde van de tijd was".

## Carrière
Kort na Cousteaus uitvinding van de scuba werd Frost een professioneel duiker. Aan het begin van de jaren vijftig werkte ze als duiker en kunstenaar in Frankrijk en Italië. Ze was lid van de eerste scuba-duikclub, Club Alpin Sous-Marin, toen ze voor de eerste keer ging wrakduiken, samen met Frederic Dumas (een duiker die intensief samenwerkte met Jacques-Yves Cousteau).
Tijdens een expeditie in Turkije vond Frost bij Kaap Gelidonya (Turkije) een scheepswrak uit de late Bronstijd. Frost was de eerste die het belang van deze vondst inzag. Het scheepswrak was eerder ontdekt door de Turkse duiker Mustafa Kapkin en de Amerikaanse fotojournalist/onderwaterarcheoloog Peter Throckmorton in 1959. Frost poneerde als eerste dat het schip niet afkomstig was uit Mycene, maar uit Fenicië. Dit was het allereerste bewijs dat de Feniciërs handel dreven op de zeeën ver voor de IJzertijd. Ze overtuigde Joan Du Plat Taylor, die ze bij het Institute of Archaeology in Londen had ontmoet, om mede-directeur te worden van de opgraving bij Kaap Gelidonya. Dit was later de plek waar archeoloog George Bass en Peter Throckmorton voor het eerst hun archeologische opgraving onder water uitvoerden.
Het Kaap Gelidonya-schip uit de Bronstijd - omstreeks 1200 v.C. - was indertijd het oudste schip dat bekend was. De opgraving van dit schip is nog van extra betekenis omdat het de allereerste onderwateropgraving was die op een gedetailleerde, wetenschappelijke wijze werd uitgevoerd.
In 1968 leidde Frost een UNESCO-expeditie naar de Pharos-opgraving in de haven van Alexandrië. Ze ontving hiervoor in 1997 een medaille van de Franse overheid voor haar onderwaterarcheologie in Egypte. Vanaf 1971 leidde Frost het onderzoek naar het Carthaagse oorlogsschip bij Marsala in Sicilië (Italië).
In 2005 ontving ze de Colin McLeod Award van het BSAC (British Sub-Aqua Club) omdat ze de "internationale duiksamenwerking had verbeterd".
Frost overleed op 12 september 2010. De aanzienlijke kunstcollectie die ze had geërfd na de dood van Wilfred Evill werd gebruikt voor de Honor Frost Foundation die geld doneert aan onderwaterarcheologie-projecten in de Middellandse Zee.

## Selectie van wetenschappelijke artikelen
- Under the Mediterranean: Marine Antiquities gepubliceerd door Routledge (1963, 1969)
- Diggings In The Deep in Saudi Aramco World november/december (1964) pagina's 28–32
- Ancore, the potsherds of marine archaeology: on the recording of pierced stones from the Mediterranean in Marine Archaeology 1973, pagina's 397–409.
- The Punic wreck in Sicily 1. Second season of excavation (1974) in International Journal Nautical Archaeology Volume 3 Uitgave 1 pagina's 35 –40 (1974)
- The Marsala Punic Warship
- The Pharos Site, Alexandria, Egypt International Journal of Nautical Archaeology, (1975) 4:126–130.
- When is a wreck not a wreck in International Journal of Nautical Archaeology, (1976) Volume 5 uitgave 2 pagina's 101–105
- How Carthage Lost the Sea: Off the Coast of Sicily, a Punic Warship Gives up its Secret in Natural History, december 1987; 58–67